# Palestro
Palestro ist eine Gemeinde mit 1827 Einwohnern (Stand 31. Dezember 2023) in der italienischen Provinz Pavia (PV), Region Lombardei.
Die Nachbargemeinden sind Confienza, Pezzana, Prarolo, Robbio, Rosasco, Vinzaglio und Vercelli.

## Geographie
Der Ort befindet sich in der Region Lomellina, nicht weit von Novara und Vercelli im Piemont und ist an dessen Grenze die westlichste Kommune der Lombardei.
Das Gemeindegebiet umfasst eine Fläche von 18 km².

## Geschichte

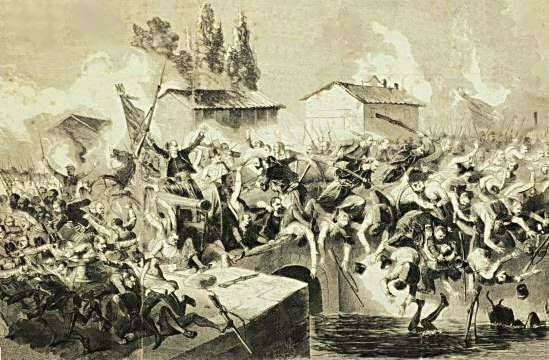
Schlacht bei Palestro

Palestro wurde nacheinander von den Kelten, Etruskern und Römern besiedelt, wird aber zum ersten Mal 999 urkundlich erwähnt, als es durch Otto III. an den Bischof von Vercelli übergeben wurde. Der Ort lag günstig an der Via Francigena und wurde im Mittelalter befestigt. Im 14. Jahrhundert kam er in den Besitz der Visconti, fiel dann an die Familie Borromeo und gelangte 1500 unter spanische Herrschaft. Ab 1714 gehörte Palestro zu Österreich.
Bei Vinzaglio und Palestro kam es Ende Mai 1859 während des zweiten italienischen Unabhängigkeitskriegs zu Gefechten zwischen piemontesischen und französischen Verbänden auf der einen und österreichischen Streitkräften auf der anderen Seite. Die Österreicher wurden gezwungen, sich in Richtung Mailand zurückzuziehen. In der Schlacht bei Magenta erlitten sie eine schwere Niederlage.
Palestro ist der Geburtsort von Natalino Pescarolo, bis 2005 Bischof von Cuneo und Fossano.

## Sehenswürdigkeiten
- San Giovanni Battista, barocke Kirche aus dem 18. Jahrhundert mit einem aus früherer Zeit stammendem Campanile. Das Presbyterium ist mit einem Freskenzyklus ausgestattet, der das Leben Johannes des Täufers schildert.
- Monumento Ossario, errichtet zur Erinnerung an die Schlacht von Palestro im Jahr 1859. Bestattet sind dort die Überreste gefallener piemontesischer, französischer und österreichischer Soldaten. Erbaut wurde das Monument von dem Mailänder Architekten Giuseppe Sommaruga.